# Hawa Mahal
L'Hawa Mahal (noto anche come Palazzo dei venti o Palazzo della brezza) è un palazzo in stile architettonico rajput di Jaipur (India), costruito in modo che le donne della famiglia reale potessero osservare le feste di strada senza essere viste dall'esterno. 
Realizzato in arenaria rossa e rosa, il palazzo si trova ai margini del Palazzo di Jaipur (Palazzo di città, o City Palace) e si estende agli alloggi (zenana) delle donne reali.

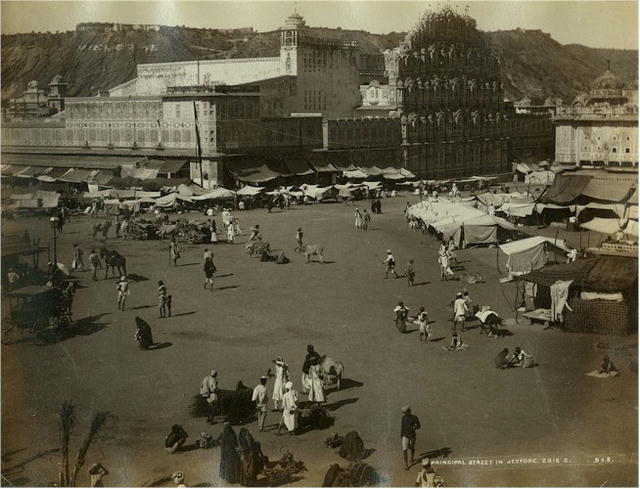
Hawa Mahal e la strada principale, c. 1875

La struttura venne fatta costruire nel 1799 dal Maharaja Sawai Pratap Singh. Egli fu così intimidito e ispirato dalla struttura unica del Khetri Mahal che fece costruire il grande Hawa Mahal, progettato da Lal Chand Ustad in forma di corona di Krishna, il dio del pantheon indù. La facciata di cinque piani è simile al favo di un alveare con le sue 953 piccole finestre chiamate Jharokha e decorate con intricati tralicci. L'intenzione originale del reticolo era quella di consentire alle signore della famiglia reale di osservare la vita quotidiana nella strada sottostante senza essere viste, dal momento che dovevano obbedire allo stretto purdah (copertura della fronte). Il reticolo permetteva anche la circolazione di un flusso di aria fresca (effetto Venturi) creato dal disegno della facciata, un'aria condizionata ante litteram in tutta la zona, per mitigare le alte temperature estive.
Nel 2006, venne intrapreso un progetto di restauro del palazzo, dopo 50 anni di abbandono, per dare una nuova veste all'edificio, con un costo di 4,568 milioni di rupie. Il settore delle imprese ha dato una mano per preservare i monumenti storici di Jaipur e l'Unit Trust of India ha adottato l'Hawa Mahal per la sua ristrutturazione.
Il palazzo è parte estesa di un enorme complesso. La facciata di pietra scolpita, piccole finestre e tetti ad arco sono alcune delle caratteristiche di questo edificio. Il monumento è costituito da una grande serie di piccole cornici che sottolineano le sue 953 finestrelle. Come molti altri monumenti di Jaipur, il palazzo è stato costruito con pietra arenaria.

## Architettura

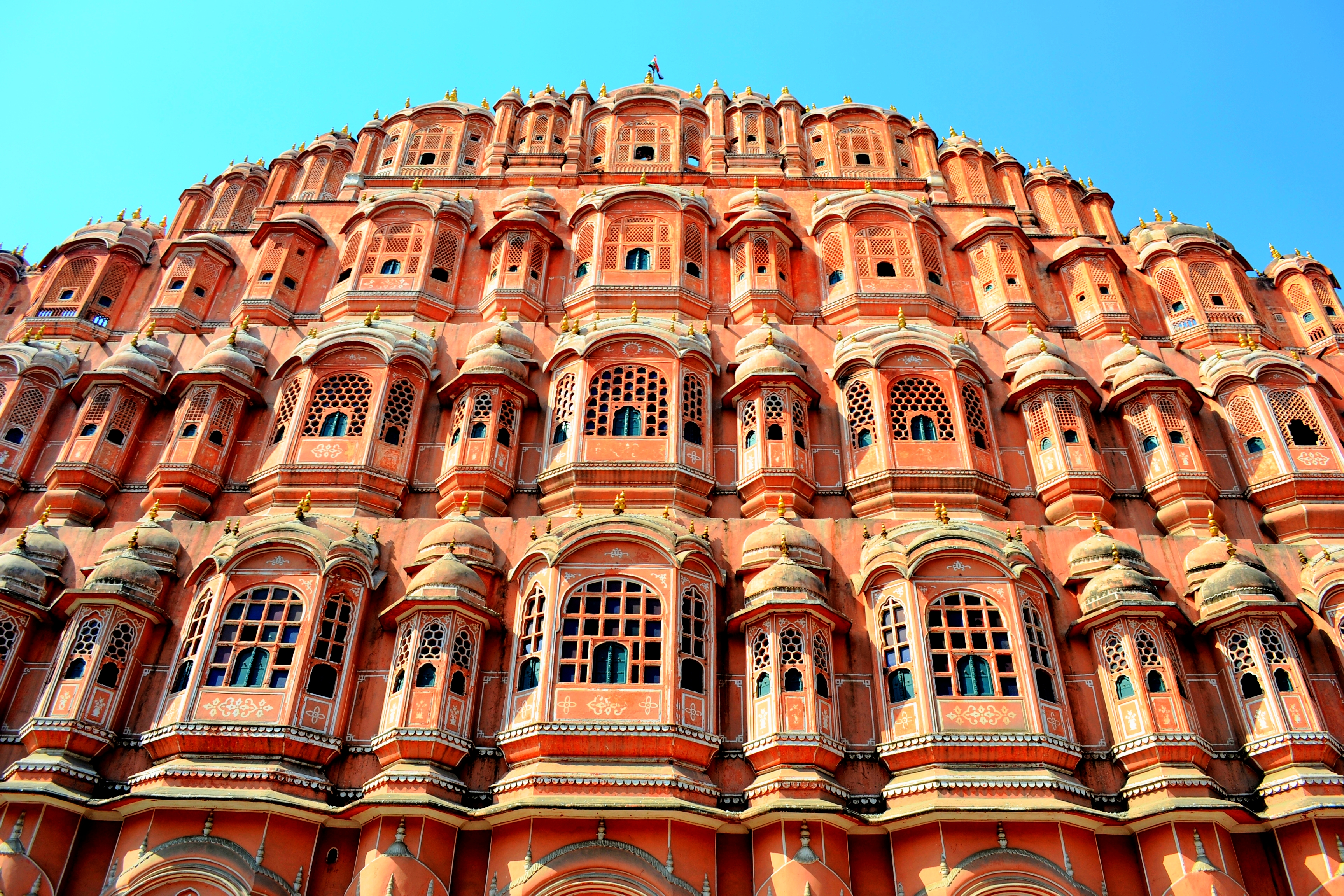
Vista della facciata dalla strada principale

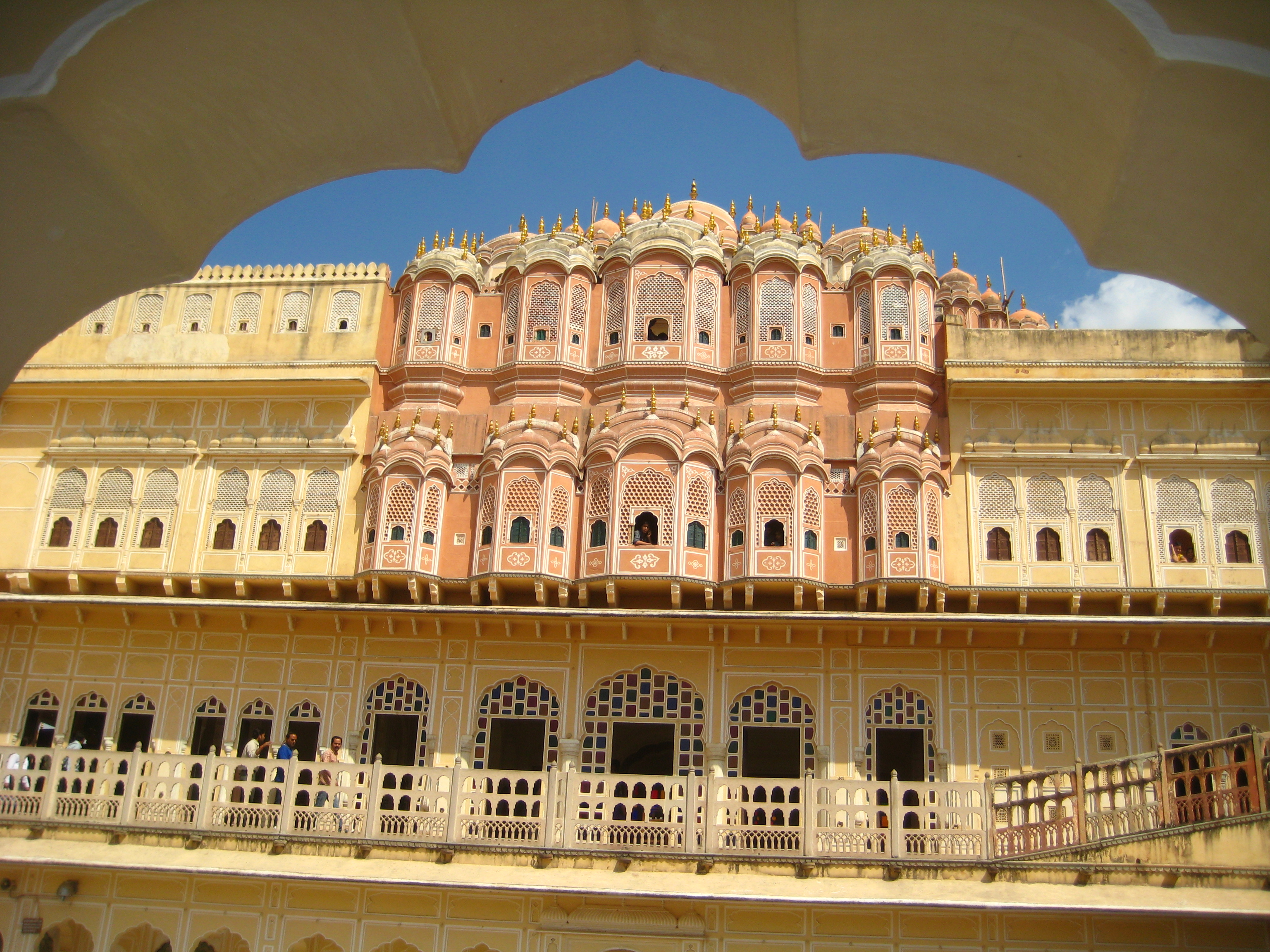
Vista dal retro con i due più eleborati piani superiori

Il palazzo ha forma di piramide a cinque piani ed è alto 15 metri. I primi tre piani della struttura hanno la dimensione di una grande stanza mentre il primo e il secondo piano dispongono di patio di fronte al loro ingresso. La facciata frontale, come vista dalla strada, ha la forma di un favo di alveare, costituito da piccoli oblò. Ogni oblò ha finestre in miniatura e griglie scolpite di arenaria, pinnacoli e cupole che danno l'effetto di una massa di baie semi-ottagonali, conferendo al monumento una forma unica nella facciata interna sul lato posteriore dell'edificio è costituita da camere costruite su pilastri e corridoi con ornamenti minimi. L'interno del Mahal è stato descritto come "avente camere realizzate con marmi colorati, decorate da pannelli intarsiati o dorati, e fontane al centro del cortile".
Lal Chand Ustad fu il progettista di questa struttura unica nel suo genere. Costruita con arenaria rossa e rosa, in linea con il decoro degli altri monumenti della città, il suo colore è una testimonianza dell'epiteto di "città rosa" dato a Jaipur. La sua facciata costituita da 953 nicchie con jharokha finemente intagliate (alcune realizzate in legno) è in netto contrasto con la semplicità della facciata posteriore della struttura. Il suo patrimonio culturale e architettonico è un vero riflesso di una fusione di architettura indù Rajput e islamica moghul; lo stile Rajput si trova nelle pensiline a cupola, nelle colonne scanalate, nei loti e motivi floreali, mentre quello islamico si evidenzia nella lavorazione della pietra a filigrana, nel lavoro degli archi (con la sua somiglianza con il Panch Mahal - il palazzo dei venti - a Fatehpur Sikri).
L'ingresso all'Hawa Mahal dal Palazzo reale avviene da una porta imperiale. Si apre in un grande cortile, che ha degli edifici a due piani su tre lati, con l'Hawa Mahal sul lato orientale. Nel cortile si trova un museo archeologico.
L'Hawa Mahal è considerato il capolavoro del Maharaja Jai Singh visto che era la sua residenza preferita per l'eleganza e le decorazioni all'interno dell'Hawa Mahal. L'effetto di raffreddamento nelle camere, fornito dalla brezza che attraversava le finestrelle della facciata, era migliorato da fontane poste al centro di ciascuna delle stanze.
I due piani superiori dell'Hawa Mahal erano accessibili soltanto a mezzo di rampe. Il palazzo è gestito dal dipartimento di archeologia del Governo del Rajasthan.

## Galleria d'immagini

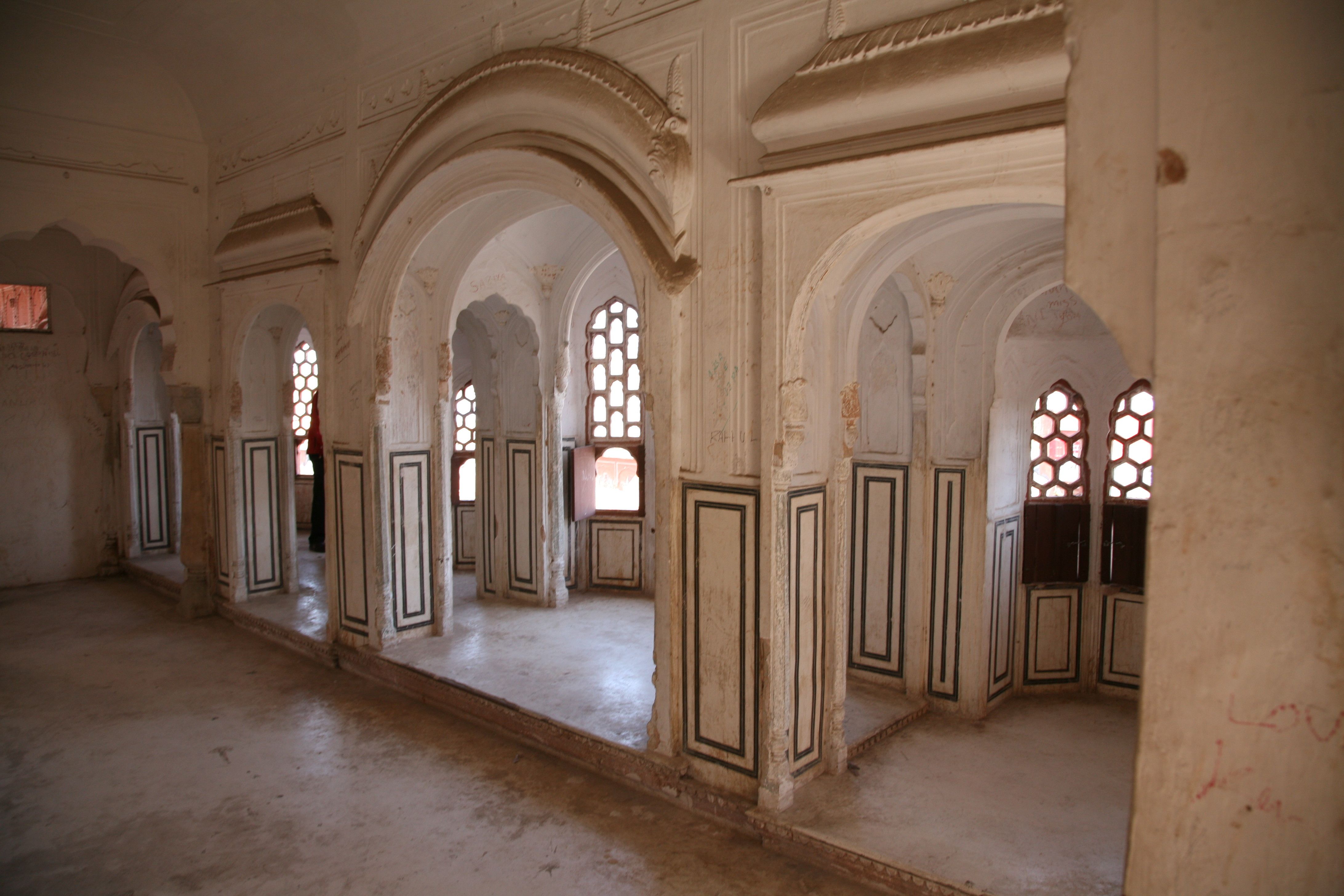
Interni
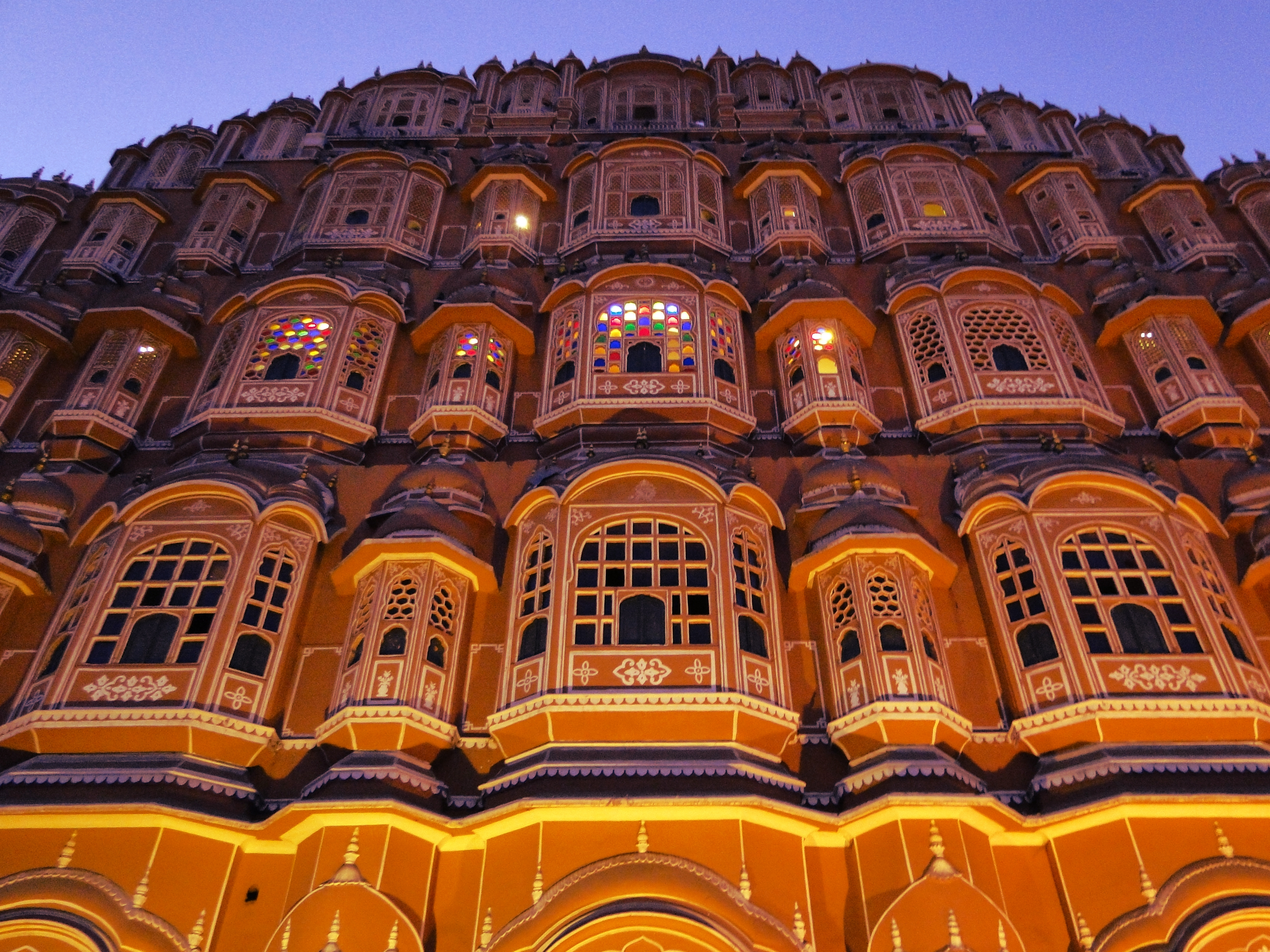
L'Hawa Mahal di notte.
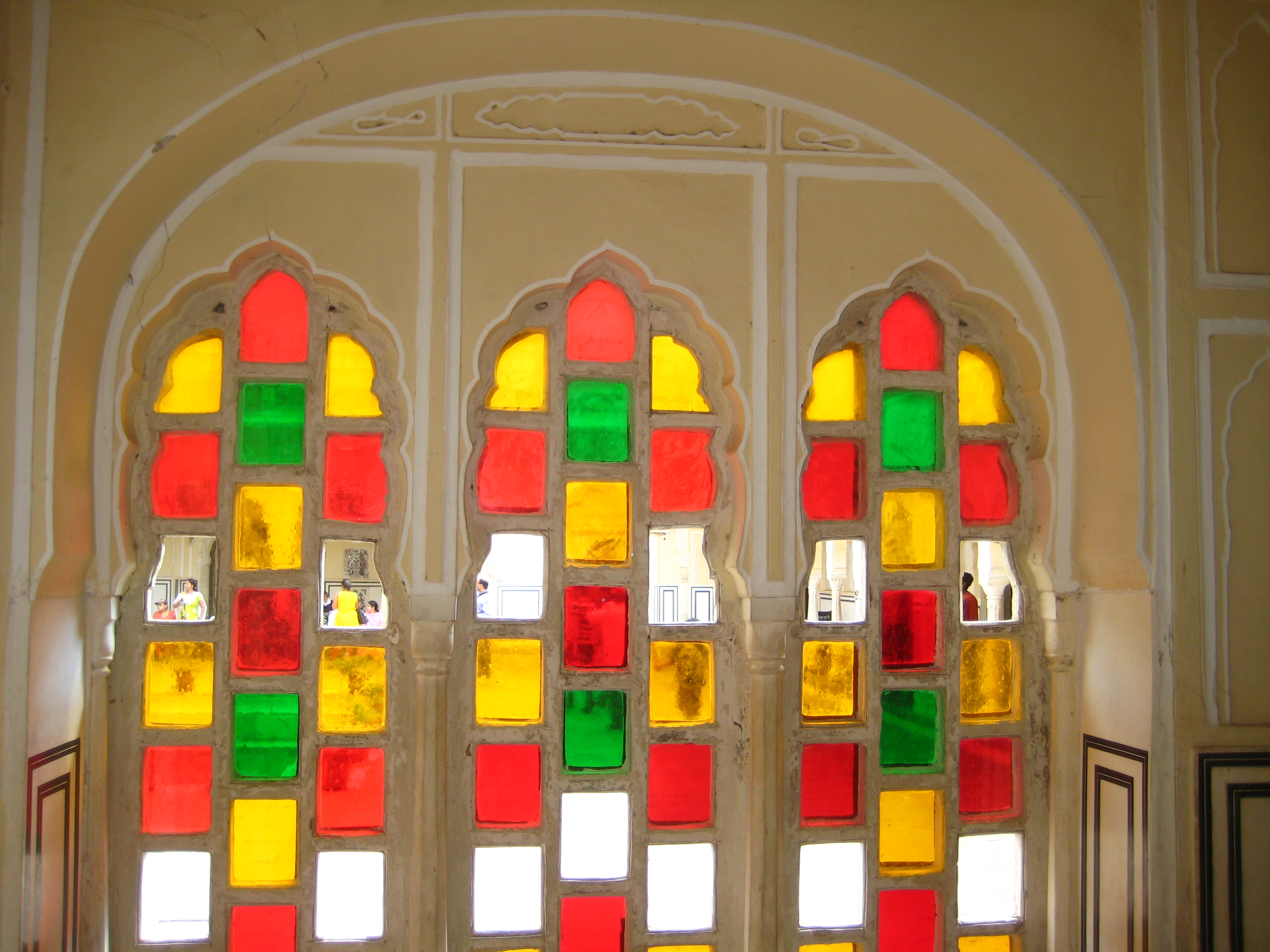
Decorazioni in vetri policromi. Quando colpite dal sole, la stanza viene inondata dallo sprettro di vari colori.
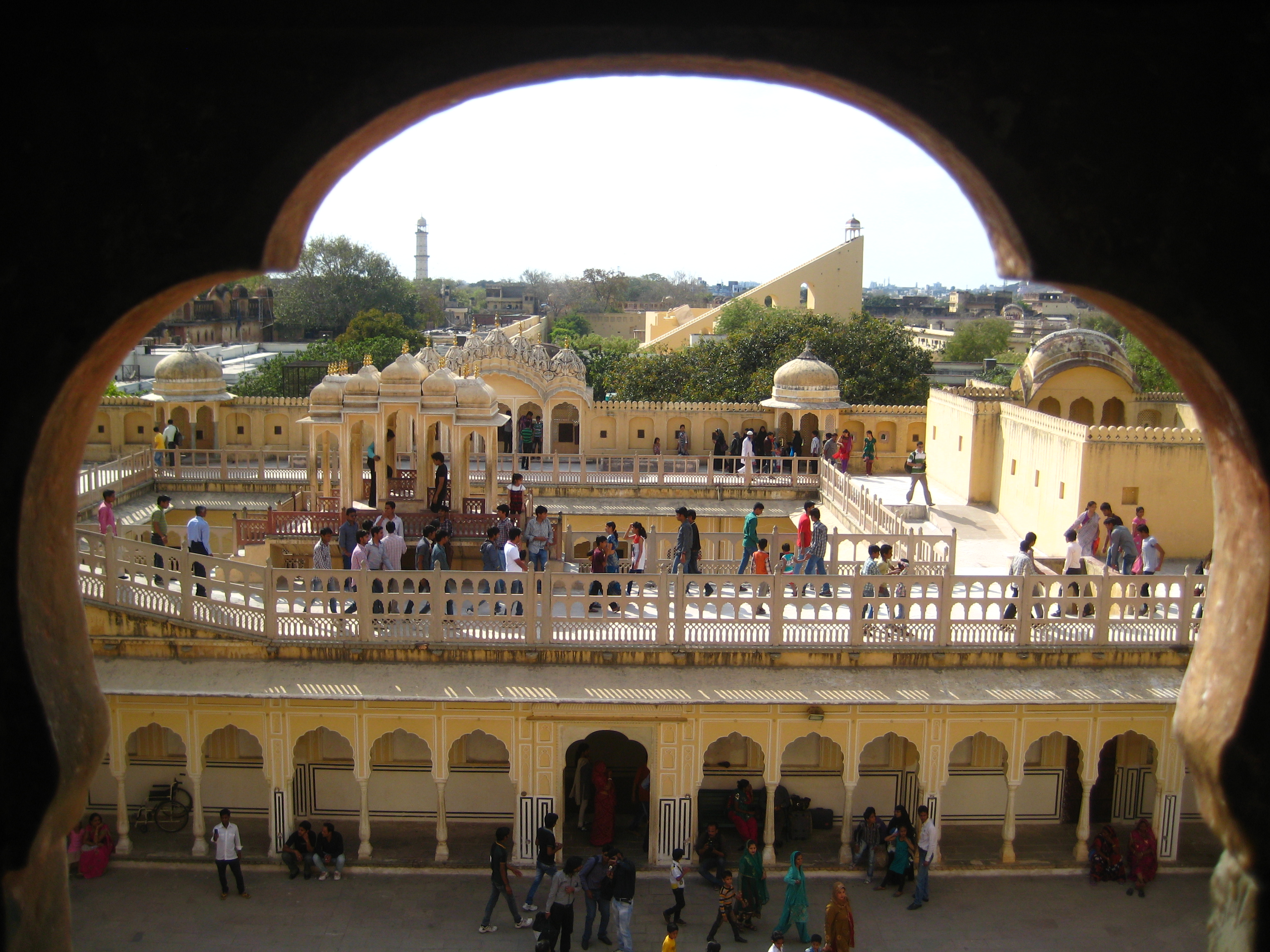
Vista dal retro verso il Samrat Yantra dello Jantar Mantar, in questa foto nell'angolo alto a destra a forma di parete inclinata. L'Isarlat è anche visibile nella foto in alto a sinistra sotto forma di alta torre.
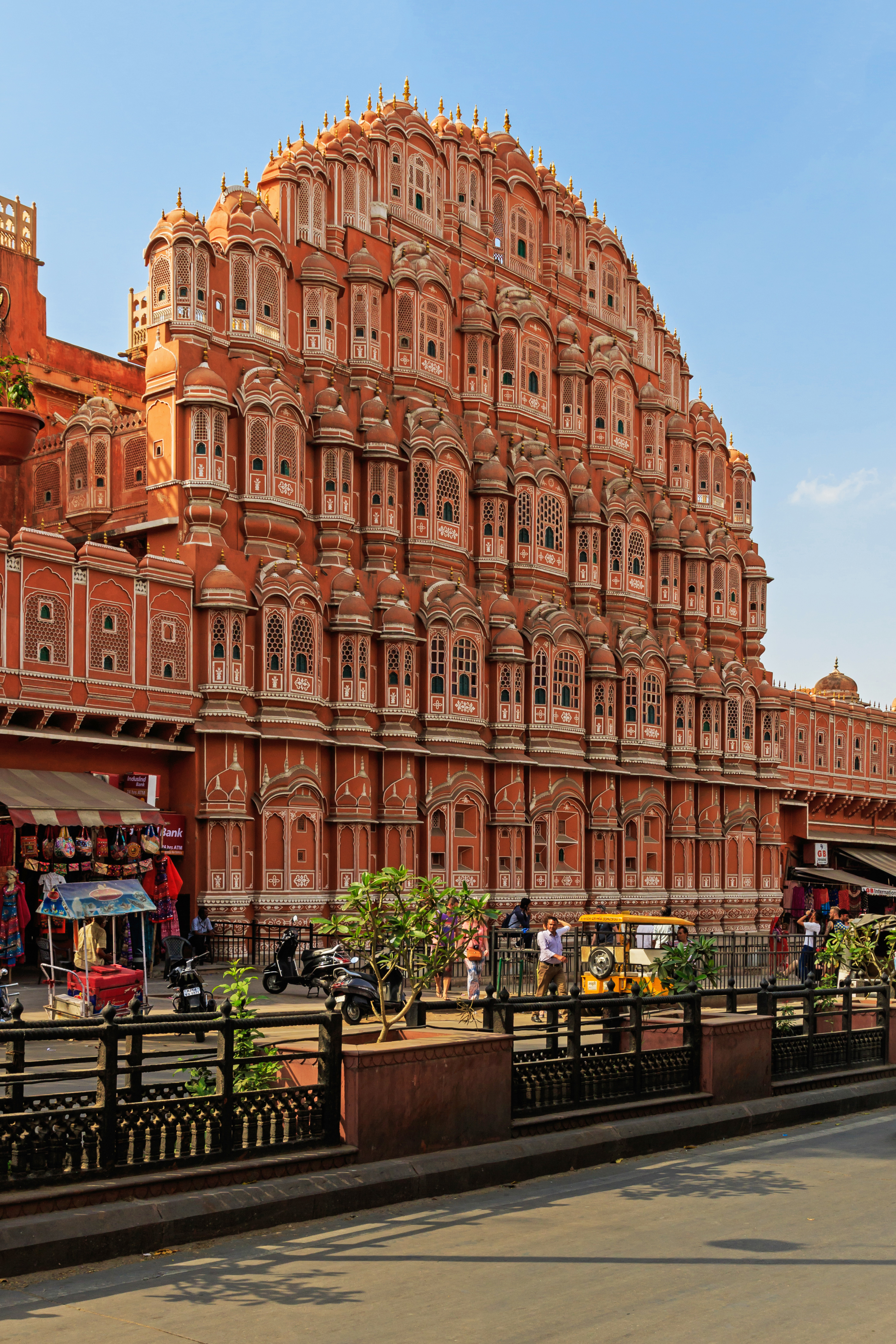
L'Hawa Mahal visto dalla strada principale
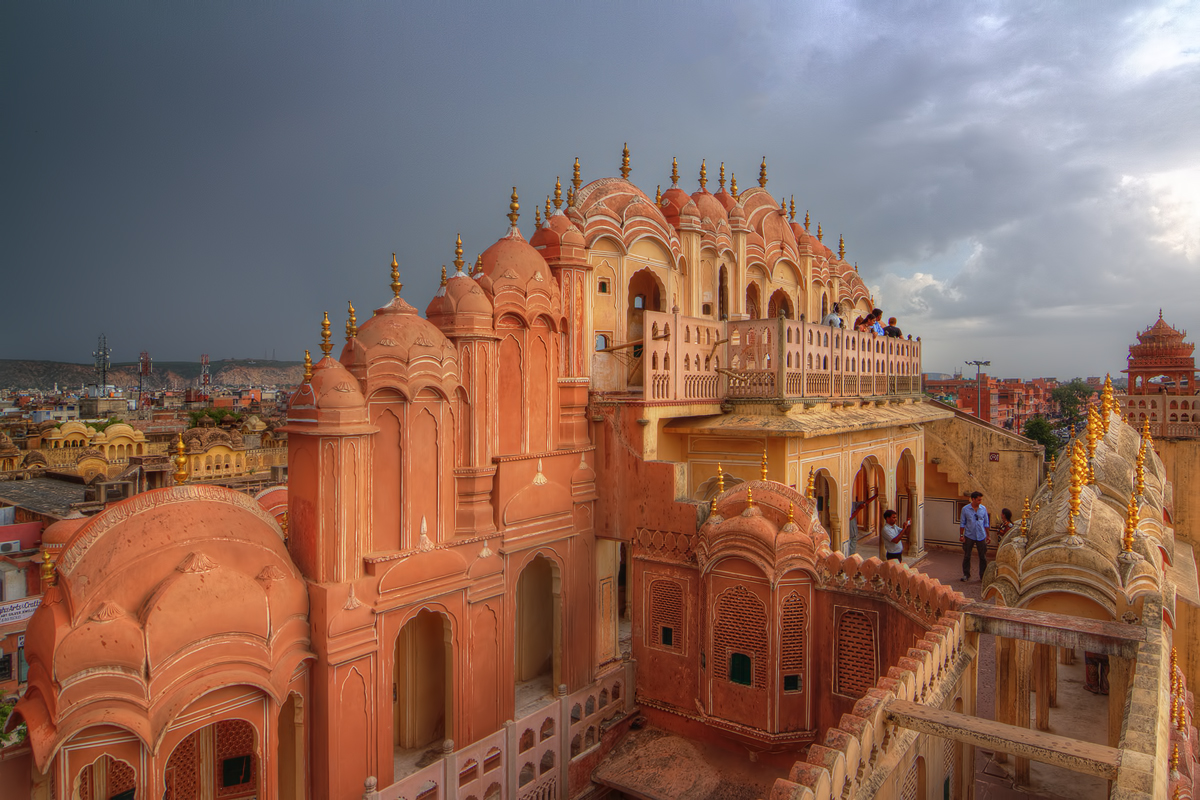
La sommità del lato occidentale in un pomeriggio tempestoso
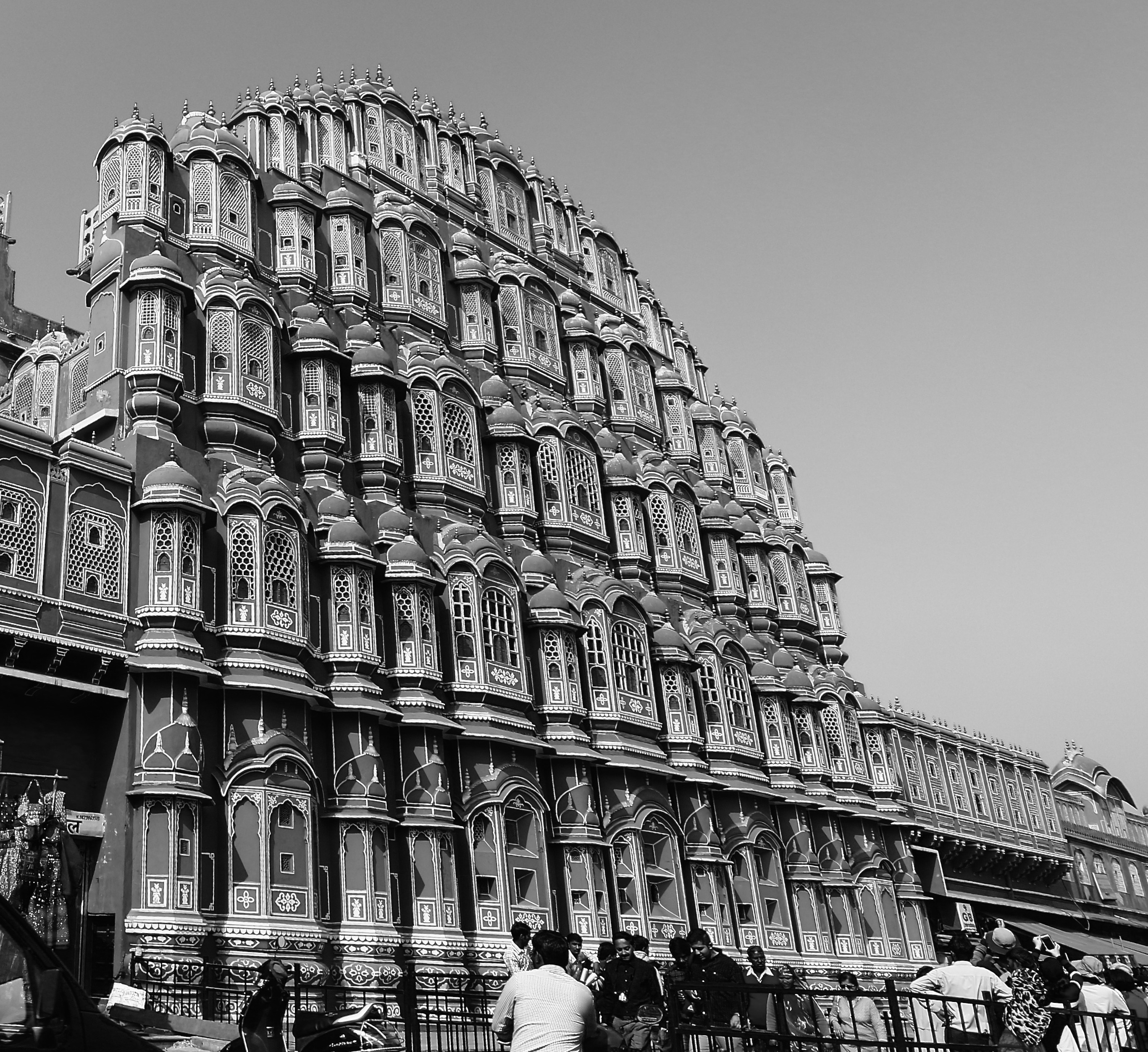
Hawa Mahal, Jaipur
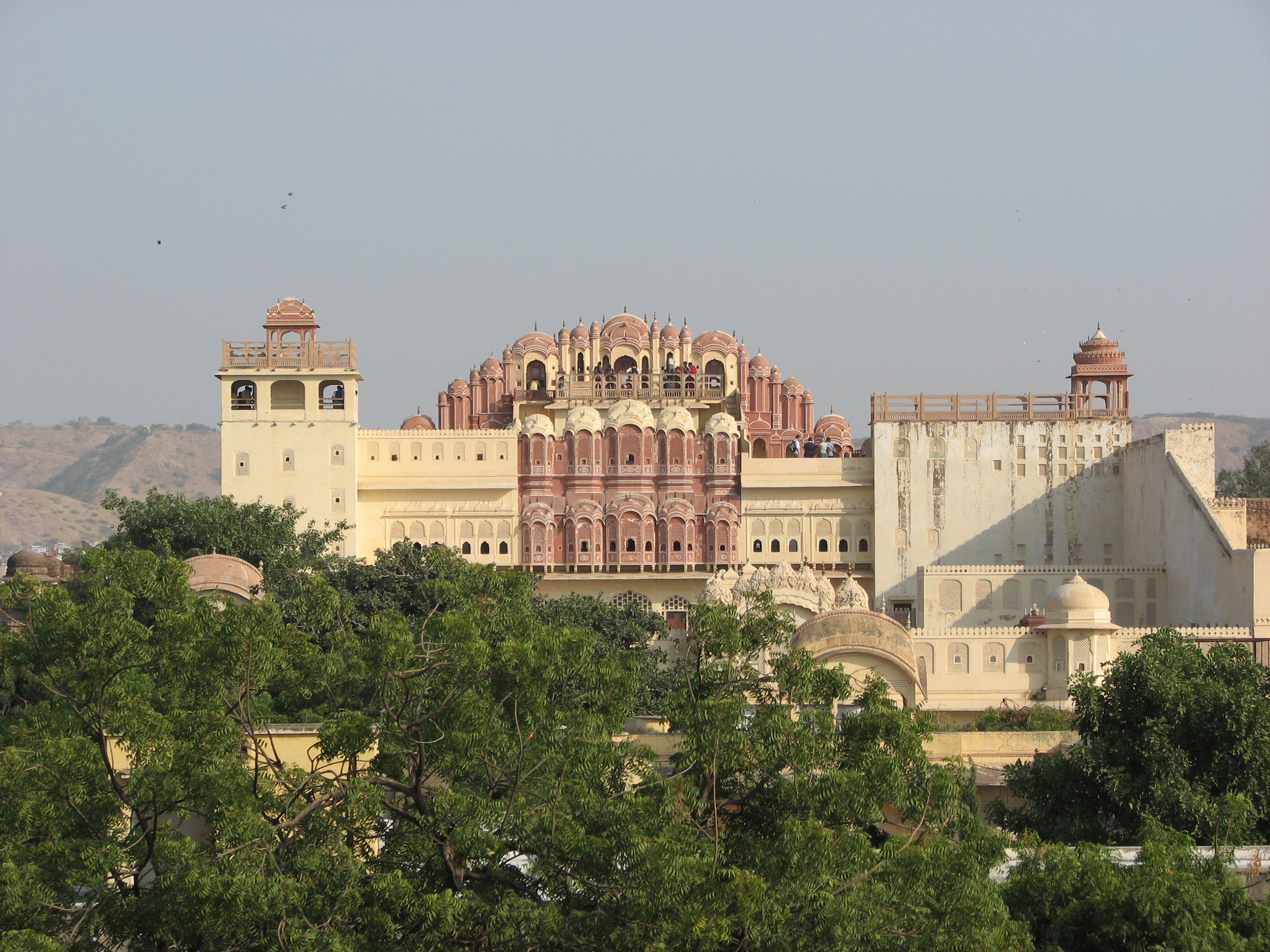
Vista del retro dell'Hawa Mahal
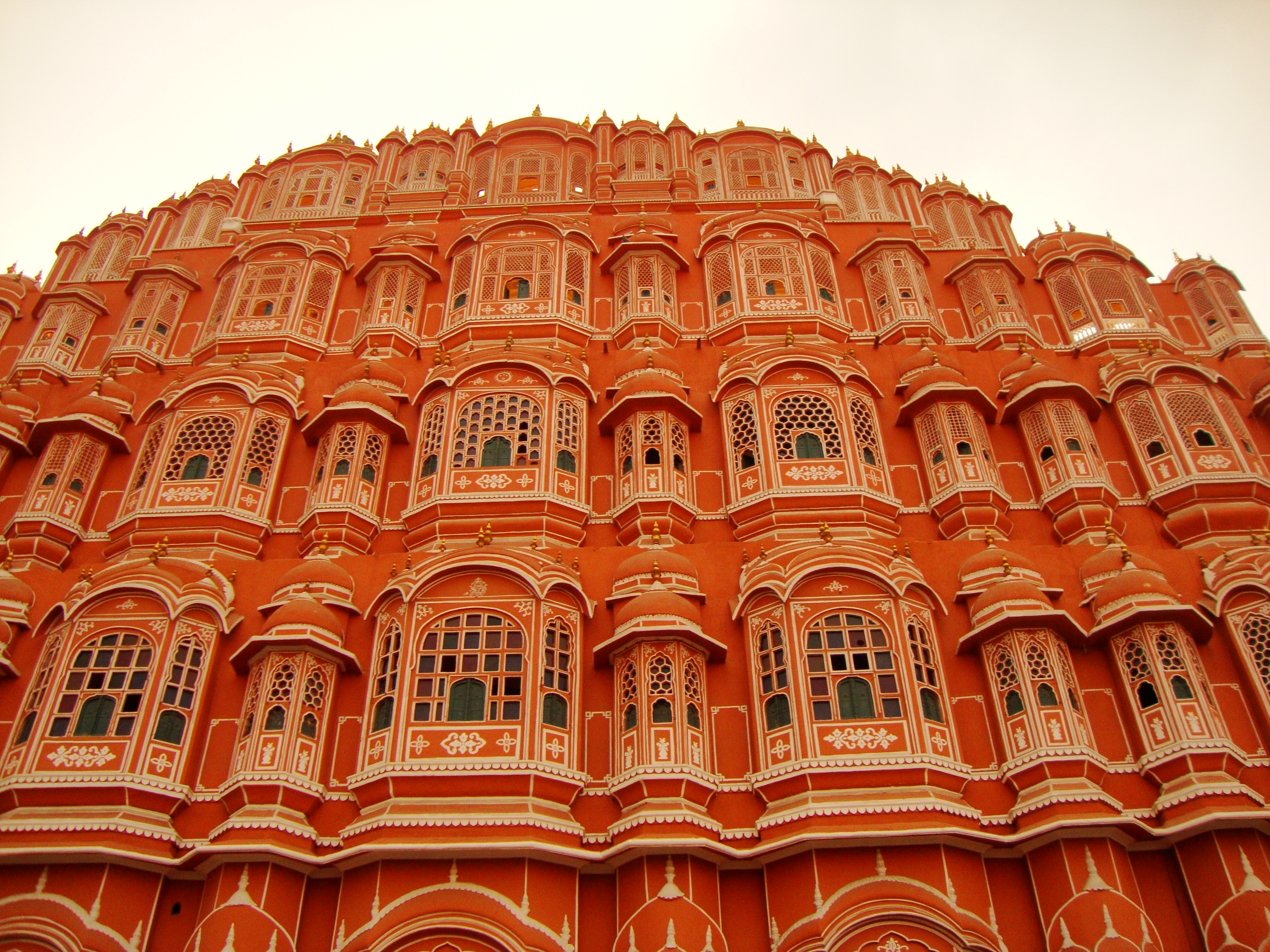
Hawa Mahal, Jaipur, particolare